# 羅斯威爾坎普 (亞利桑那州)
羅斯威爾坎普（英語：Rose Well Camp）是位於美國亞利桑那州可可尼諾縣的一個非建制地區。該地的面積和人口皆未知。

## 地理
羅斯威爾坎普的座標為35°44′31″N 112°52′22″W / 35.74194°N 112.87278°W，而該地的平均海拔高度為1803米（即5915英尺）。